# Насіння (сорт вугілля)

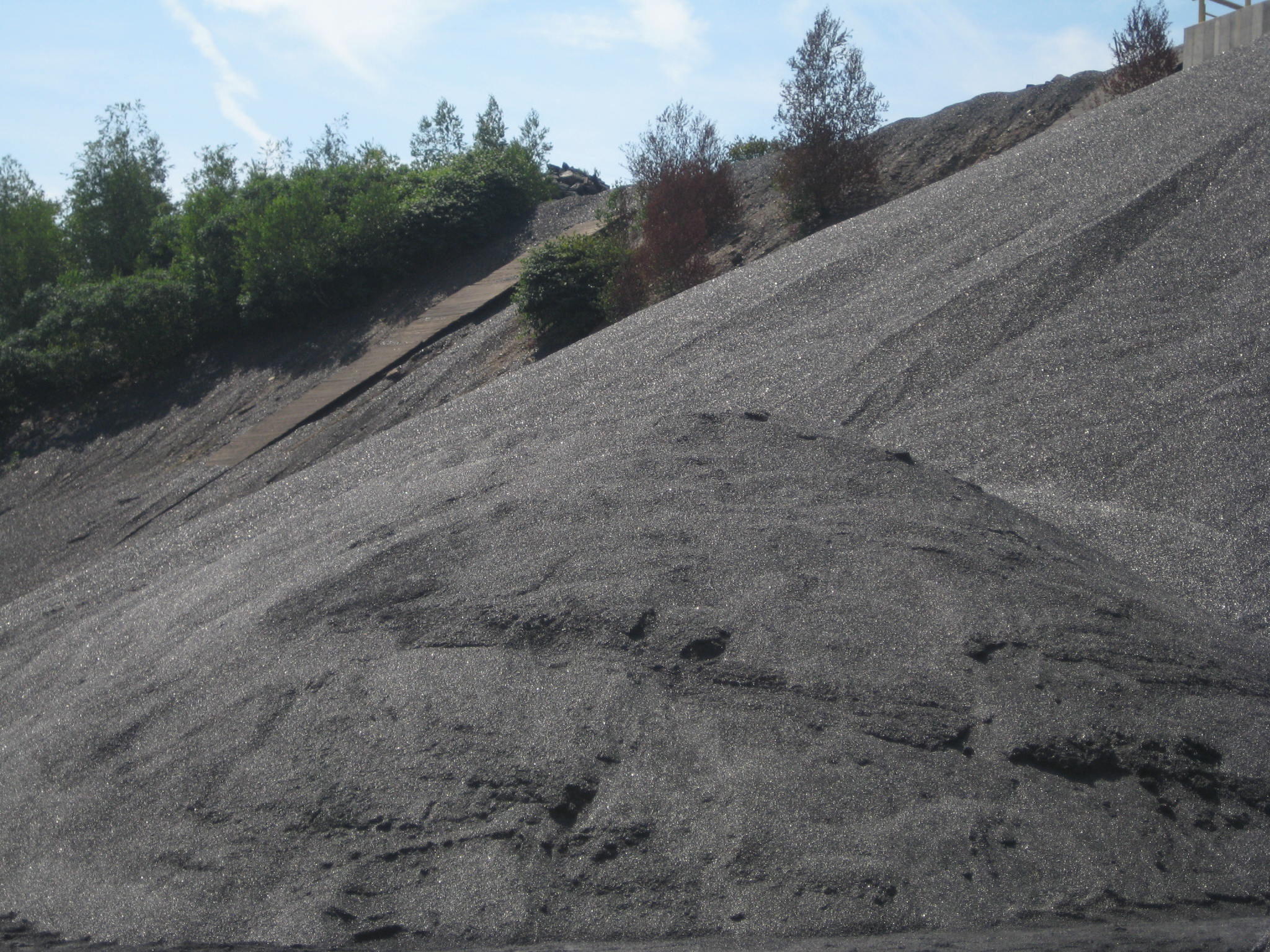
Вугільне «насіннячко» зі штибом.

Насіння, Насіннячко (рос. семечко, англ. flaxseed coal, нім. Körnchen n — сорт вугілля крупністю 7 — 13 мм.
Цей сорт вугілля, як правило, продається по меншій ціні, ніж більш крупне вугілля. Причина — побоювання споживачів, що вугільний дріб'язок буде просипатися через колосники незгорівшим
Насіння антрациту відрізняється тривалим рівним горінням. Цей сорт вугілля успішно застосовується для новинки останнього часу — котлів тривалого горіння.